# Elvange (Burmerange)
Elvange  (en luxemburguès: Elveng; en alemany: Elvingen) és una vila de la comuna de Schengen situada al districte de Grevenmacher del cantó de Remich. Està a uns 18 km de distància de la ciutat de Luxemburg.

## Història
Abans d'1 de gener de 2012, Elvange formava part de la comuna de Burmerange que es va dissoldre quan es va fusionar amb la ciutat de Schengen.